# Saittajärvi (Jukkasjärvi socken, Lappland)
Saittajärvi är en sjö i Kiruna kommun i Lappland och ingår i Torneälvens huvudavrinningsområde. Sjön har en area på 0,19 kvadratkilometer och ligger 357 meter över havet. Vid provfiske har gädda fångats i sjön.

## Delavrinningsområde
Saittajärvi ingår i det delavrinningsområde (751866-171349) som SMHI kallar för Utloppet av Ainasjärvi. Medelhöjden är 395 meter över havet och ytan är 14,74 kvadratkilometer. Det finns ett avrinningsområde uppströms, och räknas det in blir den ackumulerade arean 69,61 kvadratkilometer. Bergsmannijoki som avvattnar avrinningsområdet har biflödesordning 3, vilket innebär att vattnet flödar genom totalt 3 vattendrag innan det når havet efter 364 kilometer. Avrinningsområdet består mestadels av skog (82 procent). Avrinningsområdet har 1,34 kvadratkilometer vattenytor vilket ger det en sjöprocent på 9,1 procent.

## Historia
Saittajärvi omnämns i en skattelängd från 1559 som Saiithime Tresk. Sjön brukades av samer inom den historiska lappbyn Siggevara eller Lullebyn (Nederbyn), som omfattade den östra delen av Jukkasjärvi socken.